# Іловля (річка)
Іловля (рос. Иловля) — річка в європейській частині Росії, ліва притока Дону.
Довжина Іловлі становить 358 км, а площа сточища — 9250 км². Середня витрата води у селища Іловля — 9,6 м³/с. Протікає по Саратовській і Волгоградській області, у напрямку на південний захід. Між початком грудня і наприкінці березня замерзає, влітку розбивається на окремі плеса. У давнину між руслом Іловлі біля сучасного міста Камишина і Волгою існував волок з басейну Волги до Дону. У XVI і XVIII століттях робилися спроби поєднати русло Іловлі каналом з Волгою.

## Географія
Іловля має витоки на Приволзькій височині. Протікає по території Красноармійського району Саратовської області, а також Камишинського, Ольховського та Іловлінського Волгоградської області. Крім того, басейн Іловлі збирає стік з правобережжя Волги, іноді підходячи на декілька кілометрів до річища Волги. Крім зазначених вище районів, сточище Іловлі розташоване також на території Жирновського, Котовського, Фроловського і Дубовського районів Волгоградської області.
На Іловлі розташоване місто Петров Вал. За 22 км від місця впадання річки в Дон знаходиться робоче селище Іловля. Впадає в Дон зліва на висоті 36 м над рівнем моря за 604 км від гирла Дону.

### Притоки
(вказано відстань від гирла)
- 59 км: річка Ширяй
- 67 км: річка Бердія
- 107 км: річка Тишанка
- 141 км: річка Зензеватка
- 146 км: річка Ольховка
- 216 км: річка Велика Казанка
- 240 км: річка Мокра Ольховка
- 277 км: річка Гуселка
- 294 км: річка овр. Семенівка
- 301 км: річка Грязнуха
- 342 км: річка Грязнуха